# Jure Kaštelan
Jure Kaštelan (ur. 18 grudnia 1919 w Zakučacu, zm. 24 lutego 1990 w Zagrzebiu) – chorwacki pisarz i tłumacz.

## Życiorys
Urodził się w Zakučacu koło Omiša. W trakcie II wojny światowej był członkiem antyfaszystowskiego ruchu oporu.
W 1940 roku wydał swój pierwszy zbiór wierszy Crveni konj, którego wydanie zostało zniszczone przez jugosłowiańską cenzurę. Wzorował się m.in. na poezji Federico Garcíi Lorki i Paula Éluarda. W 1950 roku opublikował tomik wierszy Pijetao na krovu, w którym przywołał doświadczenia wojenne. W 1956 roku napisał scenariusz do filmu Cvijet i oganj w reżyserii Iva Tomulicia. Pisał przedmowy do monografii, katalogów chorwackich artystów i recenzje teatralne. Za szczyt jego twórczości uważa się wydany w 1978 roku zbiór Divlje oko.
W 1949 roku ukończył jugoslawistykę z językami francuskim i rosyjskim na Wydziale Filozoficznym Uniwersytecie w Zagrzebiu. W 1956 uzyskał na tej uczelni stopień naukowy doktora. W latach 1950–1980 był profesorem teorii literatury. Był tłumaczem z języków czeskiego, francuskiego, hiszpańskiego, macedońskiego, rosyjskiego i włoskiego. Wraz z biblistą Bonaventurą Dudą dokonał współczesnego przekładu Biblii na język chorwacki.
W 1979 roku został członkiem Jugosłowiańskiej Akademii Nauki i Sztuki (JAZU). W 1980 roku odszedł z Uniwersytetu w Zagrzebiu. W latach 1985–1990 był kierownikiem Katedry i Literatury i Teatrologii JAZU. W 1984 roku został uhonorowany nagrodą im. Vladimira Nazora za całokształt twórczości. Dwa lata później otrzymał nagrodę Goranov vijenac.

## Wybrane dzieła
(opracowano na podstawie materiału źródłowego)
- Crveni konj (1940)
- Pijetao na krovu (1950)
- Biti ili ne (1955)
- Malo kamena i puno snova (1957)
- Pijesak i pjena (1958)
- Čudo i smrt (1961)
- Skopje u tvojim očima (1964)
- Približavanje: prolegomena za liriku Antuna Branka Šimića (1970)
- Prazor (1972)
- Otvorena pjesma (1976)
- Divlje oko (1978)
- Sabrana djela Ivana Gorana Kovačića (praca zbiorowa, 1983)
- Zavjet za Epetion (1984)
- Sve plavo, nebeski plavo (1989)